# Arsenal Women Football Club 2024-2025
Questa voce raccoglie le informazioni riguardanti l'Arsenal Women Football Club nelle competizioni ufficiali della stagione 2024-2025.

## Stagione
Il 14 maggio 2024 era stato annunciato che l'Emirates Stadium sarebbe stato il campo designato per le partite casalinghe, avendo pianificando di giocarvi almeno otto partite di campionato e le partite di Champions League. Il Meadow Park a Borehamwood continuava ad essere impiegato per le coppe nazionali e per eventuali partite di campionato. Il 15 ottobre 2024, con la squadra che aveva vinto solo una delle prime quattro partite di campionato e dopo la netta sconfitta contro il Bayern Monaco alla prima giornata della fase a gironi di Champions League, l'allenatore Jonas Eidevall ha rassegnato le dimissioni. Il suo posto è stato affidato ad interim alla sua vice Renée Slegers, incarico assegnato in forma definitiva il 17 gennaio 2025.
Il campionato di Women's Super League è stato concluso al secondo posto con 48 punti conquistati, frutto di 15 vittorie, 3 pareggi e 4 sconfitte. Grazie al secondo posto in classifica, l'Arsenal si è qualificato alla fase di qualificazione della UEFA Women's Champions League. La migliore marcatrice della squadra in campionato è stata, per il secondo anno consecutivo, Alessia Russo, con 12 reti realizzate, vincitrice, assieme a Khadija Shaw del Manchester City, della classifica delle marcatrici. Mariona Caldentey è stata premiata come migliore calciatrice della stagione 2024-25 della Women's Super League. 
In UEFA Women's Champions League l'Arsenal è partito al primo turno delle qualificazioni. Sorteggiata nel gruppo 3 del percorso Piazzate, ha battuto le scozzesi del Rangers nelle semifinali, per poi battere in finale le norvegesi del Rosenborg. Al secondo turno ha affrontato le svedesi dell'Häcken; dopo aver perso la gara d'andata per 1-0, ha vinto 4-0 il ritorno in casa, accedendo così alla fase a gironi. Sorteggiata nel gruppo C della fase a gironi assieme alle tedesche del Bayern Monaco, alle italiane della Juventus e alle norvegesi del Vålerenga, dopo aver perso la prima giornata contro il Bayern Monaco, ha vinto tutte le altre cinque partite, superando il turno al primo posto in classifica. Ai quarti di finale l'Arsenal ha eliminato le spagnole del Real Madrid, vincendo il ritorno per 3-0 dopo aver perso la gara d'andata per 2-0. Anche in semifinale l'Arsenal ha perso l'andata contro le francesi dell'Olympique Lione, ma, vincendo 4-1 in trasferta il ritorno, ha raggiunto la finale del torneo per la prima volta dopo 18 anni. Il 24 maggio 2025 l'Arsenal ha battuto nella finale giocata a Lisbona le campionesse in carica del Barcellona grazie ad una rete di Stina Blackstenius, vincendo la sua seconda UEFA Women's Champions League, diciotto anni dopo la prima volta.
In Women's FA Cup la squadra, che era partita dal quarto turno, è stata eliminata ai quarti di finale dal Liverpool. In FA Women's League Cup la squadra è partita direttamente dai quarti di finale, dove ha superato il Brighton & Hove; in semifinale è stata sconfitta dal Manchester City, subendo nei minuti di recupero del secondo tempo la rete decisiva.

## Maglie e sponsor
La tenuta di gara è la stessa dell'Arsenal maschile: la divisa casalinga era stata annunciata il 15 maggio 2024, la seconda divisa il 18 luglio successivo, mentre la terza divisa venne resa pubblica il 12 agosto. È stato confermato Adidas come sponsor tecnico, così come lo sponsor ufficiale Fly Emirates.
| Casa | Trasferta | Terza divisa |

## Rosa
Rosa, ruoli e numeri di maglia come da sito ufficiale.
| N. |                        | Ruolo | Calciatrice              |
| -- | ---------------------- | ----- | ------------------------ |
| 1  | Austria (bandiera)     | P     | Manuela Zinsberger       |
| 2  | Stati Uniti (bandiera) | D     | Emily Fox                |
| 3  | Inghilterra (bandiera) | D     | Lotte Wubben-Moy         |
| 5  | Spagna (bandiera)      | D     | Laia Codina              |
| 6  | Inghilterra (bandiera) | D     | Leah Williamson          |
| 7  | Australia (bandiera)   | D     | Stephanie Catley         |
| 8  | Spagna (bandiera)      | A     | Mariona Caldentey        |
| 9  | Inghilterra (bandiera) | A     | Bethany Mead             |
| 10 | Scozia (bandiera)      | C     | Kim Little (capitano)    |
| 11 | Irlanda (bandiera)     | A     | Katie McCabe             |
| 12 | Norvegia (bandiera)    | C     | Frida Leonhardsen Maanum |
| 13 | Svizzera (bandiera)    | C     | Lia Wälti                |
| 14 | Paesi Bassi (bandiera) | P     | Daphne van Domselaar     |
| 16 | Svezia (bandiera)      | A     | Rosa Kafaji              |
| 17 | Svezia (bandiera)      | A     | Lina Hurtig              |

| N. |                        | Ruolo | Calciatrice          |
| -- | ---------------------- | ----- | -------------------- |
| 18 | Inghilterra (bandiera) | A     | Chloe Kelly          |
| 19 | Australia (bandiera)   | A     | Caitlin Foord        |
| 21 | Paesi Bassi (bandiera) | C     | Victoria Pelova      |
| 22 | Danimarca (bandiera)   | C     | Kathrine Møller Kühl |
| 22 | Stati Uniti (bandiera) | D     | Jenna Nighswonger    |
| 23 | Inghilterra (bandiera) | A     | Alessia Russo        |
| 25 | Svezia (bandiera)      | A     | Stina Blackstenius   |
| 26 | Austria (bandiera)     | D     | Laura Wienroither    |
| 28 | Svezia (bandiera)      | D     | Amanda Ilestedt      |
| 32 | Australia (bandiera)   | C     | Kyra Cooney-Cross    |
| 40 | Inghilterra (bandiera) | P     | Naomi Williams       |
| 53 | Inghilterra (bandiera) | A     | Vivienne Lia         |
| 56 | Inghilterra (bandiera) | C     | Freya Godfrey        |
| 62 | Inghilterra (bandiera) | D     | Katie Reid           |

## Calciomercato

### Sessione estiva
| Acquisti | Acquisti             | Acquisti          | Acquisti      |
| R.       | Nome                 | da                | Modalità      |
| -------- | -------------------- | ----------------- | ------------- |
| P        | Kaylan Marckese      | Bristol City      | fine prestito |
| P        | Daphne van Domselaar | Aston Villa       | definitivo    |
| C        | Freya Godfrey        | Charlton Athletic | fine prestito |
| C        | Kathrine Møller Kühl | Everton           | fine prestito |
| A        | Mariona Caldentey    | Barcellona        | definitivo    |
| A        | Rosa Kafaji          | Häcken            | definitivo    |
| A        | Giovana Queiroz      | Madrid CFF        | fine prestito |

| Cessioni | Cessioni          | Cessioni              | Cessioni       |
| R.       | Nome              | a                     | Modalità       |
| -------- | ----------------- | --------------------- | -------------- |
| P        | Sabrina D'Angelo  | Aston Villa           | fine contratto |
| P        | Kaylan Marckese   | Tampa Bay Sun         | fine contratto |
| D        | Teyah Goldie      | London City Lionesses | prestito       |
| A        | Michelle Agyemang | Brighton & Hove       | prestito       |
| A        | Cloé Lacasse      | Utah Royals           | fine contratto |
| A        | Vivianne Miedema  | Manchester City       | fine contratto |
| A        | Giovana Queiroz   | Atlético Madrid       | definitivo     |

### Sessione invernale
| Acquisti | Acquisti          | Acquisti        | Acquisti |
| R.       | Nome              | da              | Modalità |
| -------- | ----------------- | --------------- | -------- |
| D        | Jenna Nighswonger | NJ/NY Gotham    | prestito |
| A        | Chloe Kelly       | Manchester City | prestito |

| Cessioni | Cessioni             | Cessioni              | Cessioni   |
| R.       | Nome                 | a                     | Modalità   |
| -------- | -------------------- | --------------------- | ---------- |
| D        | Laura Wienroither    | Manchester City       | prestito   |
| C        | Madison Earl         | Sheffield Utd         | prestito   |
| C        | Freya Godfrey        | London City Lionesses | prestito   |
| C        | Laila Harbert        | Southampton           | prestito   |
| C        | Kathrine Møller Kühl | Roma                  | definitivo |
| A        | Vivienne Lia         | Southampton           | prestito   |

## Risultati

### Women's Super League

#### Girone di andata
| Arbitro: | Byrne |

|                    |           |                      |
| Maanum 8’ Mead 81’ | Marcatori | 42’ Miedema 58’ Park |

| Arbitro: | Simms |

|  |           |            |
|  | Marcatori | 55’ Maanum |

| Londra 6 ottobre 2024, ore 14:00 UTC+1 3ª giornata | Arsenal | 0 – 0 referto | Everton | Emirates Stadium (25 480 spett.)\| Arbitro: \| Pearson \| |
| Arbitro:                                           | Pearson |               |         |                                                           |

| Arbitro: | Foster |

|           |           |                          |
| Foord 43’ | Marcatori | 4’ Ramírez 16’ Baltimore |

| Arbitro: | Parsons |

|  |           |                                 |
|  | Marcatori | 71’ (rig.) Caldentey 89’ Kafaji |

| Arbitro: | Dowle |

|            |           |           |
| Malard 82’ | Marcatori | 63’ Russo |

| Arbitro: | Fearn |

|                                                             |           |  |
| Mead 13’ Foord 22’ Maanum 25’ Hurtig 76’ Russo 90+5’ (rig.) | Marcatori |  |

| Arbitro: | Benn |

|  |           |                                      |
|  | Marcatori | 2’ Russo 22’ Maanum 66’ Blackstenius |

| Arbitro: | Byrne |

|                                            |           |  |
| Russo 17’, 90+4’ Mead 39’ Blackstenius 70’ | Marcatori |  |

| Arbitro: | Burgin |

|  |           |           |
|  | Marcatori | 20’ Russo |

| Arbitro: | Cross |

|                                                              |           |  |
| Williamson 6’ Russo 63’ Mead 67’ Caldentey 75’ (rig.), 90+5’ | Marcatori |  |

#### Girone di ritorno
| Arbitro: | Heaslip |

|                   |           |  |
| Reiten 84’ (rig.) | Marcatori |  |

| Arbitro: | Foster |

|                                    |           |                                                        |
| Fowler 19’, 55’ (rig.) Miedema 50’ | Marcatori | 1’ Caldentey 8’ Wubben-Moy 51’ Maanum 78’ Blackstenius |

| Arbitro: | Fullicks |

|                                                            |           |  |
| Hunt 15’ (aut.) Caldentey 35’ Maanum 51’ Russo 58’ Fox 90’ | Marcatori |  |

| Arbitro: | Soneye |

|                                                          |           |                             |
| Kelly 44’ McCabe 56’ Williamson 58’ Caldentey 62’ (rig.) | Marcatori | 7’, 12’ Tysiak 51’ Martinez |

| Arbitro: | Lowe |

|           |           |                                  |
| Payne 36’ | Marcatori | 24’, 90’ Russo 63’ (aut.) Mjelde |

| Arbitro: | Fullicks |

|                                                         |           |  |
| Foord 28’ Matthews 29’ (aut.), 69’ (aut.) Caldentey 44’ | Marcatori |  |

| Arbitro: | Heaslip |

|  |           |                                            |
|  | Marcatori | 14’, 90+1’ Mead 26’ Russo 77’ (aut.) Swaby |

| Arbitro: | Burgin |

|                                                    |           |            |
| Foord 9’, 31’ Blackstenius 16’ Mead 62’ Pelova 69’ | Marcatori | 66’ Momiki |

| Arbitro: | Lowe |

|                                                |           |                            |
| Nobbs 30’ Hanson 45+1’ Grant 46’, 73’ Daly 59’ | Marcatori | 68’ Blackstenius 71’ Russo |

| Arbitro: | Fearn |

|                                       |           |                           |
| Kirby 16’ Čanković 43’, 52’ Seike 54’ | Marcatori | 29’ Foord 90+3’ Caldentey |

| Arbitro: | Burgin |

|                                                     |           |                                             |
| Kelly 2’ Caldentey 50’ (rig.) Maanum 56’ Little 61’ | Marcatori | 13’ Toone 70’ Terland 76’ (rig.) Le Tissier |

### Women's FA Cup
| Arbitro: | Fearn |

|                                              |           |  |
| Blackstenius 3’, 16’ Maanum 8’ Mead 25’, 54’ | Marcatori |  |

| Arbitro: | Byrne |

|                             |           |  |
| Codina 32’ Blackstenius 81’ | Marcatori |  |

| Arbitro: | Pearson |

|  |           |                          |
|  | Marcatori | 78’ (aut.) Van Domselaar |

### FA Women's League Cup
| Arbitro: | Benn |

|  |           |                                                      |
|  | Marcatori | 65’ Maanum 68’ McCabe 70’ Cooney-Cross 83’ Caldentey |

| Arbitro: | Dowle |

|                      |           |                   |
| Caldentey 58’ (rig.) | Marcatori | 26’, 90+5’ Fowler |

### Women's Champions League

#### Qualificazioni
| Arbitro: | Grigonė |

|                                                      |           |  |
| Foord 16’, 59’, 69’, 90’ Russo 60’ Little 86’ (rig.) | Marcatori |  |

| Arbitro: | Diakow |

|            |           |  |
| Maanum 19’ | Marcatori |  |

| Arbitro: | Hussein |

|             |           |  |
| Tindell 77’ | Marcatori |  |

| Arbitro: | Campos |

|                                             |           |  |
| Wälti 23’ Caldentey 40’ Mead 49’ Maanum 78’ | Marcatori |  |

#### Fase a gironi
| Arbitro: | Lehtovaara |

|                                                   |           |                          |
| Viggósdóttir 43’ Lohmann 56’ Harder 73’, 78’, 86’ | Marcatori | 30’ Caldentey 65’ Codina |

| Arbitro: | Huerta De Aza |

|                                            |           |             |
| Fox 2’ Foord 29’ Caldentey 85’ Russo 90+3’ | Marcatori | 35’ Tvedten |

| Arbitro: | Cvetković |

|  |           |                                                     |
|  | Marcatori | 38’ Maanum 75’ Blackstenius 80’ Caldentey 87’ Foord |

| Arbitro: | Augustyn |

|            |           |  |
| Hurtig 89’ | Marcatori |  |

| Arbitro: | Antoniou |

|              |           |                           |
| Lindwall 85’ | Marcatori | 25’, 58’ Russo 37’ Maanum |

| Arbitro: | Olofsson |

|                                                       |           |                   |
| Viggósdóttir 7’ (aut.) Russo 59’ Caldentey 86’ (rig.) | Marcatori | 39’, 58’ Eriksson |

#### Fase a eliminazione diretta
| Arbitro: | Klarlund |

|                              |           |  |
| Caicedo 22’ Del Castillo 83’ | Marcatori |  |

| Arbitro: | Gasperotti |

|                              |           |  |
| Russo 46’, 59’ Caldentey 49’ | Marcatori |  |

| Arbitro: | Peșu |

|                      |           |                        |
| Caldentey 78’ (rig.) | Marcatori | 17’ Diani 82’ Dumornay |

| Arbitro: | Ferrieri Caputi |

|              |           |                                                      |
| Dumornay 81’ | Marcatori | 5’ (aut.) Endler 45+1’ Caldentey 46’ Russo 63’ Foord |

| Arbitro: | Martinčić |

|                  |           |  |
| Blackstenius 74’ | Marcatori |  |

## Statistiche

### Statistiche di squadra
| Competizione             | Punti | In casa | In casa | In casa | In casa | In casa | In casa | In trasferta | In trasferta | In trasferta | In trasferta | In trasferta | In trasferta | Totale | Totale | Totale | Totale | Totale | Totale | DR  |
| Competizione             | Punti | G       | V       | N       | P       | Gf      | Gs      | G            | V            | N            | P            | Gf           | Gs           | G      | V      | N      | P      | Gf     | Gs     | DR  |
| ------------------------ | ----- | ------- | ------- | ------- | ------- | ------- | ------- | ------------ | ------------ | ------------ | ------------ | ------------ | ------------ | ------ | ------ | ------ | ------ | ------ | ------ | --- |
| Women's Super League     | 48    | 11      | 8       | 2       | 1       | 39      | 11      | 11           | 7            | 1            | 3            | 23           | 15           | 22     | 15     | 3      | 4      | 62     | 26     | +36 |
| Women's FA Cup           | -     | 3       | 2       | 0       | 1       | 7       | 1       | 0            | 0            | 0            | 0            | 0            | 0            | 3      | 2      | 0      | 1      | 7      | 1      | +6  |
| FA Women's League Cup    | -     | 1       | 0       | 0       | 1       | 1       | 2       | 1            | 1            | 0            | 0            | 4            | 0            | 2      | 1      | 0      | 1      | 5      | 2      | +3  |
| Women's Champions League | -     | 6       | 5       | 0       | 1       | 16      | 5       | 6            | 3            | 0            | 3            | 13           | 10           | 15     | 11     | 0      | 4      | 37     | 15     | +22 |
| Totale                   | -     | 21      | 15      | 2       | 4       | 63      | 19      | 18           | 11           | 1            | 6            | 40           | 25           | 42     | 29     | 3      | 10     | 111    | 44     | +67 |

### Andamento in campionato
| Giornata  | 1 | 2 | 3 | 4 | 5 | 6 | 7 | 8 | 9 | 10 | 11 | 12 | 13 | 14 | 15 | 16 | 17 | 18 | 19 | 20 | 21 | 22 |
| --------- | - | - | - | - | - | - | - | - | - | -- | -- | -- | -- | -- | -- | -- | -- | -- | -- | -- | -- | -- |
| Luogo     | C | T | C | C | T | T | C | T | C | T  | C  | T  | T  | C  | C  | T  | C  | T  | C  | T  | T  | C  |
| Risultato | N | V | N | P | V | N | V | V | V | V  | V  | P  | V  | V  | V  | V  | V  | V  | V  | P  | P  | V  |
| Posizione | 5 | 4 | 6 | 6 | 5 | 5 | 4 | 4 | 3 | 3  | 2  | 4  | 3  | 3  | 3  | 2  | 2  | 2  | 2  | 2  | 2  | 2  |

Legenda:

Luogo: C = Casa; T = Trasferta. Risultato: V = Vittoria; N = Pareggio; P = Sconfitta.

### Statistiche delle giocatrici
| Giocatore        | Women's Super League | Women's Super League | Women's Super League | Women's Super League | Women's FA Cup | Women's FA Cup | Women's FA Cup | Women's FA Cup | FA Women's League Cup | FA Women's League Cup | FA Women's League Cup | FA Women's League Cup | UEFA Champions League | UEFA Champions League | UEFA Champions League | UEFA Champions League | Totale   | Totale | Totale      | Totale     |
| Giocatore        | Presenze             | Reti                 | Ammonizioni          | Espulsioni           | Presenze       | Reti           | Ammonizioni    | Espulsioni     | Presenze              | Reti                  | Ammonizioni           | Espulsioni            | Presenze              | Reti                  | Ammonizioni           | Espulsioni            | Presenze | Reti   | Ammonizioni | Espulsioni |
| ---------------- | -------------------- | -------------------- | -------------------- | -------------------- | -------------- | -------------- | -------------- | -------------- | --------------------- | --------------------- | --------------------- | --------------------- | --------------------- | --------------------- | --------------------- | --------------------- | -------- | ------ | ----------- | ---------- |
| S. Blackstenius  | 19                   | 5                    | 0                    | 0                    | 3              | 3              | 0              | 0              | 2                     | 0                     | 0                     | 0                     | 15                    | 2                     | 0                     | 0                     | 39       | 10     | 0           | 0          |
| M. Caldentey     | 21                   | 9                    | 2                    | 0                    | 3              | 0              | 0              | 0              | 2                     | 2                     | 0                     | 0                     | 15                    | 8                     | 0                     | 0                     | 41       | 19     | 2           | 0          |
| S. Catley        | 19                   | 0                    | 2                    | 0                    | 2              | 0              | 0              | 0              | 1                     | 0                     | 0                     | 0                     | 10                    | 0                     | 1                     | 0                     | 32       | 0      | 3           | 0          |
| L. Codina        | 7                    | 0                    | 1                    | 0                    | 2              | 1              | 0              | 0              | 1                     | 0                     | 0                     | 0                     | 8                     | 1                     | 3                     | 0                     | 18       | 2      | 4           | 0          |
| K. Cooney-Cross  | 19                   | 0                    | 1                    | 0                    | 3              | 0              | 0              | 0              | 2                     | 1                     | 0                     | 0                     | 10                    | 0                     | 0                     | 0                     | 34       | 1      | 1           | 0          |
| C. Foord         | 20                   | 6                    | 1                    | 0                    | 2              | 0              | 0              | 0              | 1                     | 0                     | 0                     | 0                     | 15                    | 7                     | 3                     | 0                     | 38       | 13     | 4           | 0          |
| E. Fox           | 21                   | 1                    | 0                    | 0                    | 3              | 0              | 0              | 0              | 2                     | 0                     | 0                     | 0                     | 14                    | 1                     | 0                     | 0                     | 40       | 2      | 0           | 0          |
| F. Godfrey       | -                    | -                    | -                    | -                    | -              | -              | -              | -              | -                     | -                     | -                     | -                     | 1                     | 0                     | 0                     | 0                     | 1        | 0      | 0           | 0          |
| L. Hurtig        | 5                    | 1                    | 0                    | 0                    | -              | -              | -              | -              | -                     | -                     | -                     | -                     | 7                     | 1                     | 0                     | 0                     | 12       | 2      | 0           | 0          |
| A. Ilestedt      | 3                    | 0                    | 0                    | 0                    | 3              | 0              | 1              | 0              | 0                     | 0                     | 0                     | 0                     | 0                     | 0                     | 0                     | 0                     | 6        | 0      | 1           | 0          |
| R. Kafaji        | 10                   | 1                    | 0                    | 0                    | 1              | 0              | 0              | 0              | 1                     | 0                     | 0                     | 0                     | 7                     | 0                     | 0                     | 0                     | 19       | 1      | 0           | 0          |
| C. Kelly         | 8                    | 2                    | 1                    | 0                    | -              | -              | -              | -              | -                     | -                     | -                     | -                     | 5                     | 0                     | 1                     | 0                     | 13       | 2      | 2           | 0          |
| V. Lia           | -                    | -                    | -                    | -                    | -              | -              | -              | -              | -                     | -                     | -                     | -                     | 0                     | 0                     | 0                     | 0                     | 0        | 0      | 0           | 0          |
| K. Little        | 20                   | 1                    | 1                    | 0                    | 1              | 0              | 0              | 0              | 1                     | 0                     | 0                     | 0                     | 14                    | 1                     | 2                     | 0                     | 36       | 2      | 3           | 0          |
| F. Maanum        | 22                   | 7                    | 1                    | 0                    | 3              | 1              | 0              | 0              | 2                     | 1                     | 0                     | 0                     | 15                    | 4                     | 1                     | 0                     | 42       | 13     | 2           | 0          |
| K. McCabe        | 20                   | 1                    | 6                    | 1                    | 2              | 0              | 1              | 0              | 2                     | 1                     | 0                     | 0                     | 15                    | 0                     | 1                     | 0                     | 39       | 2      | 8           | 1          |
| B. Mead          | 21                   | 7                    | 1                    | 0                    | 2              | 2              | 0              | 0              | 1                     | 0                     | 0                     | 0                     | 13                    | 1                     | 1                     | 0                     | 37       | 10     | 2           | 0          |
| K. Møller Kühl   | -                    | -                    | -                    | -                    | -              | -              | -              | -              | -                     | -                     | -                     | -                     | 2                     | 0                     | 0                     | 0                     | 2        | 0      | 0           | 0          |
| J. Nighswonger   | 4                    | 0                    | 0                    | 0                    | 1              | 0              | 0              | 0              | 0                     | 0                     | 0                     | 0                     | 0                     | 0                     | 0                     | 0                     | 5        | 0      | 0           | 0          |
| V. Pelova        | 5                    | 1                    | 0                    | 0                    | 0              | 0              | 0              | 0              | -                     | -                     | -                     | -                     | 1                     | 0                     | 0                     | 0                     | 6        | 1      | 0           | 0          |
| K. Reid          | 7                    | 0                    | 0                    | 0                    | 2              | 0              | 0              | 0              | 1                     | 0                     | 1                     | 0                     | 3                     | 0                     | 0                     | 0                     | 13       | 0      | 1           | 0          |
| A. Russo         | 21                   | 12                   | 0                    | 0                    | 3              | 0              | 0              | 0              | 2                     | 0                     | 0                     | 0                     | 15                    | 8                     | 0                     | 0                     | 41       | 20     | 0           | 0          |
| D. Van Domselaar | 15                   | -10                  | 0                    | 0                    | 1              | -1             | 0              | 0              | 1                     | -2                    | 0                     | 0                     | 7                     | -4                    | 1                     | 0                     | 24       | -17    | 1           | 0          |
| L. Wälti         | 18                   | 0                    | 1                    | 0                    | 3              | 0              | 0              | 0              | 2                     | 0                     | 0                     | 0                     | 10                    | 1                     | 0                     | 0                     | 33       | 1      | 1           | 0          |
| L. Wienroither   | -                    | -                    | -                    | -                    | 0              | 0              | 0              | 0              | 0                     | 0                     | 0                     | 0                     | 4                     | 0                     | 0                     | 0                     | 4        | 0      | 0           | 0          |
| N. Williams      | 0                    | 0                    | 0                    | 0                    | 0              | 0              | 0              | 0              | -                     | -                     | -                     | -                     | 0                     | 0                     | 0                     | 0                     | 0        | 0      | 0           | 0          |
| L. Williamson    | 19                   | 2                    | 1                    | 0                    | 2              | 0              | 0              | 0              | 2                     | 0                     | 0                     | 0                     | 13                    | 0                     | 0                     | 0                     | 36       | 2      | 1           | 0          |
| L. Wubben-Moy    | 11                   | 1                    | 0                    | 0                    | 2              | 0              | 0              | 0              | 2                     | 0                     | 0                     | 0                     | 6                     | 0                     | 1                     | 0                     | 21       | 1      | 1           | 0          |
| M. Zinsberger    | 7                    | -16                  | 0                    | 0                    | 2              | 0              | 0              | 0              | 1                     | 0                     | 0                     | 0                     | 8                     | -11                   | 0                     | 0                     | 18       | -27    | 0           | 0          |